# Nordestina (Bahia)
Nordestina é um município brasileiro do estado da Bahia. Sua população estimada em 2021 era de 13 197 habitantes, de acordo com o IBGE.

## Economia
O município possui histórico relevante sendo nele descobertos fósseis pré-históricos na década de oitenta e jazidas minerais de ouro e diamante sendo explorados até então. A empresa denominada Lipari Mineração Ltda ocupa-se da exploração do diamante em seu território.

## Imagens

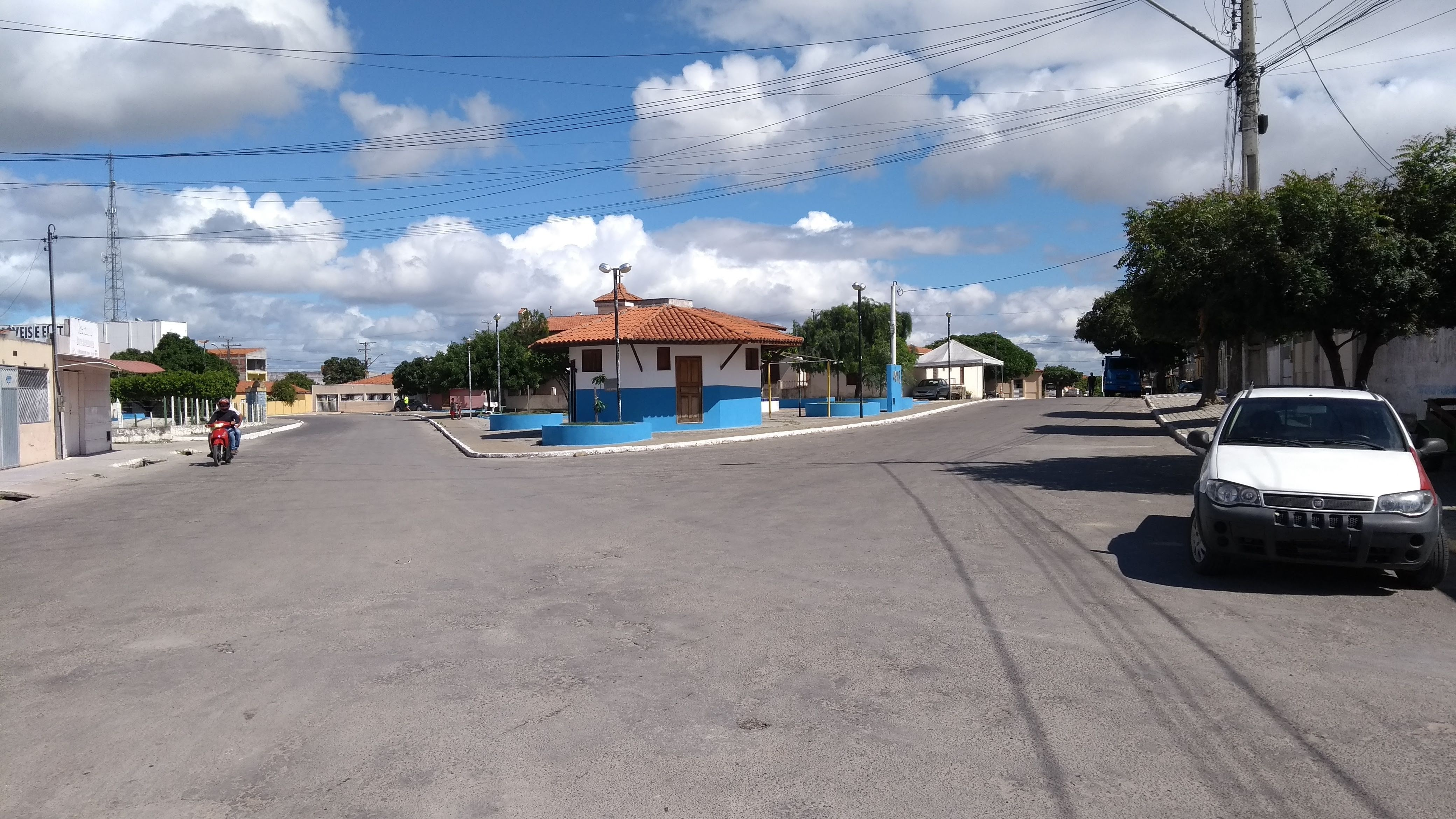
Praça Tertuliano de Souza Pereira, onde fica localizada a Igreja Católica Matriz.
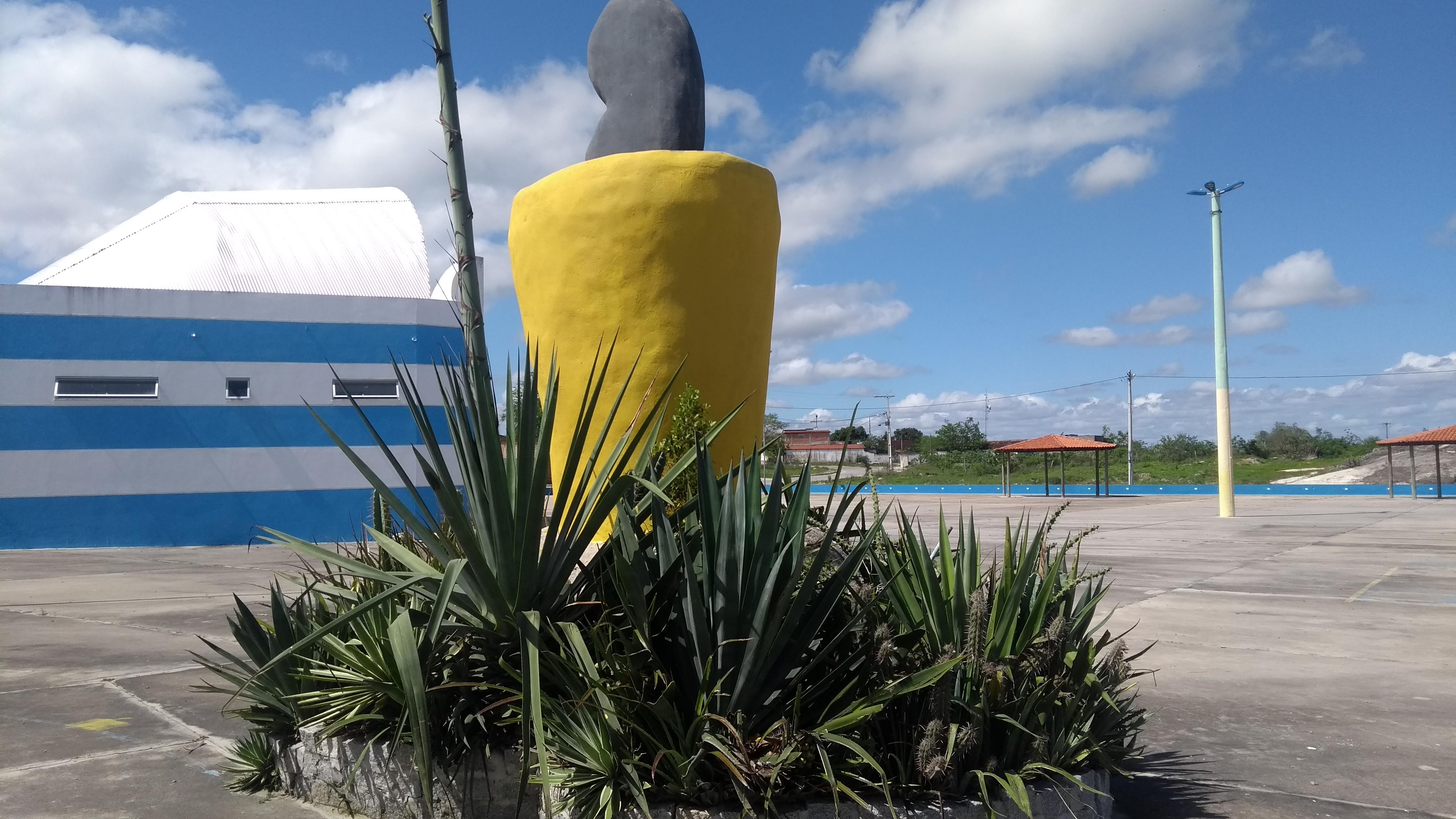
Escultura do Caju
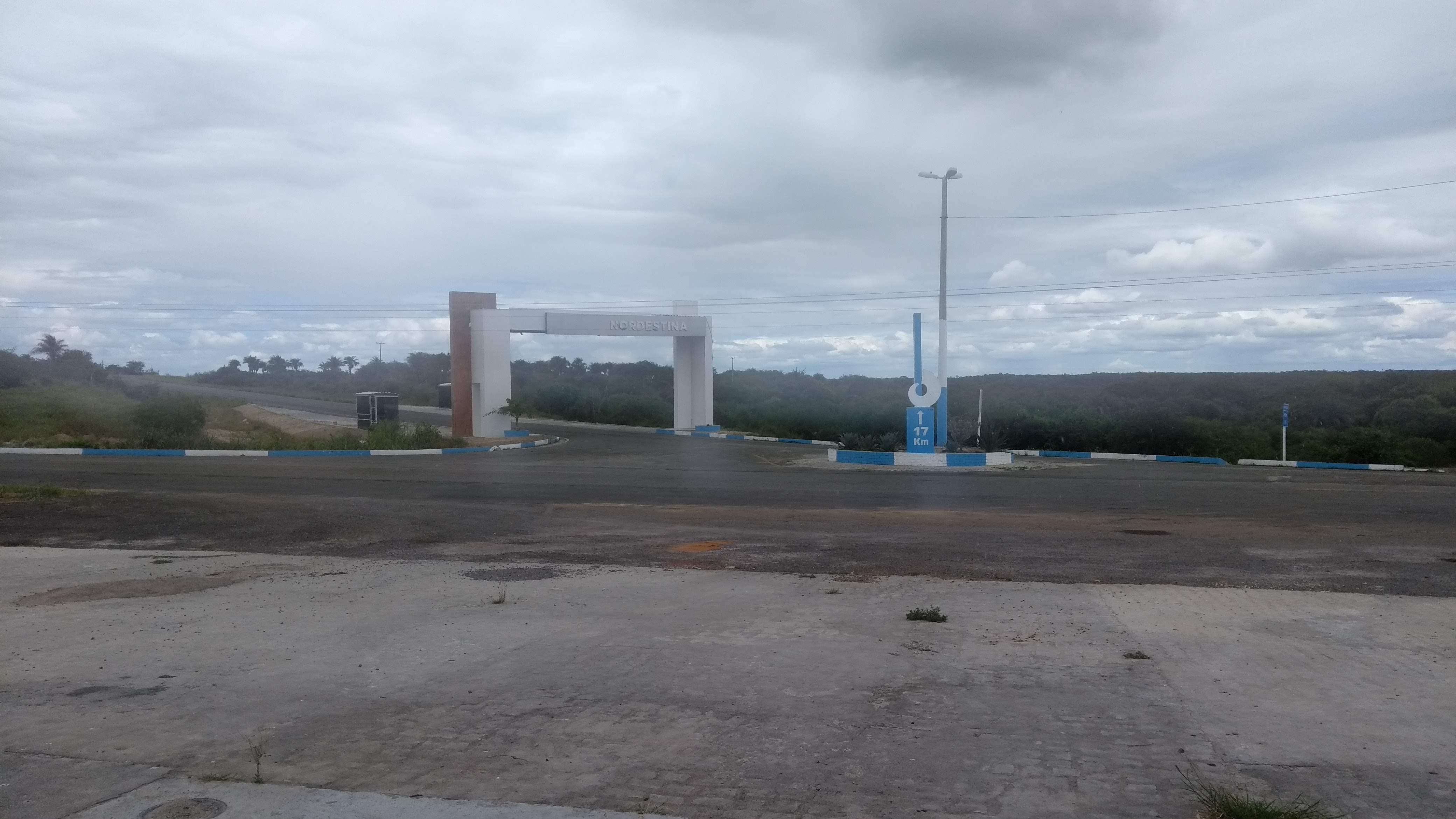
Entrocamento BA-383 com a BA-120, vias de acesso à Nordestina.
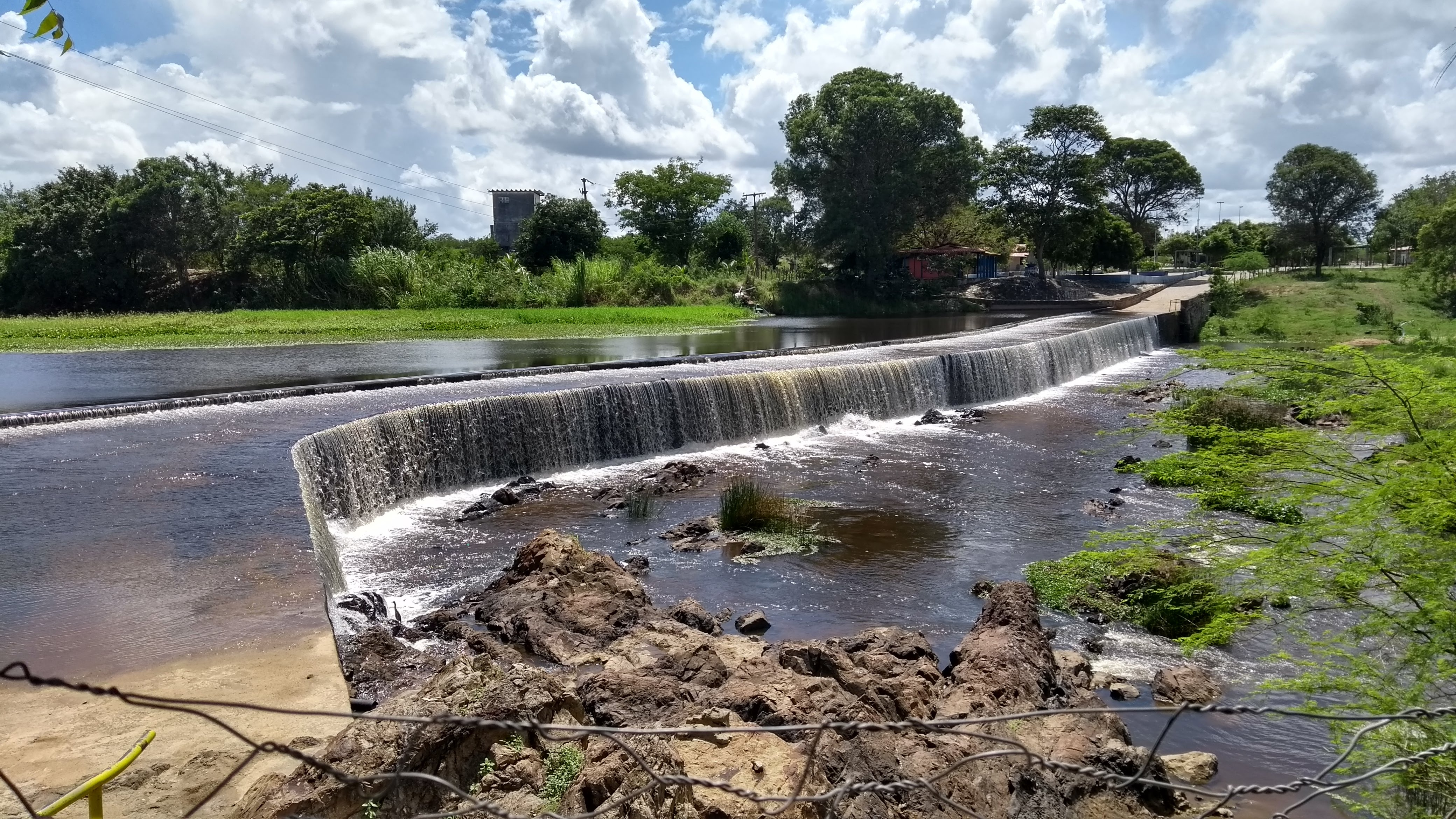
Barragem Poço das Colheres, sobre o Rio Itapicuru.